# Die Bombe (Reportage)
Die Bombe ist eine deutsche Reportage und Dokumentation (ZDF) in drei Teilen aus dem Jahr 2009 und handelt von der Entwicklung, Verbreitung und dem möglichen Einsatz von Kernwaffen und schmutzigen Bomben und deren nuklearer Bedrohung.

## Entstehung
Der Anchorman des ZDF-Nachrichtenmagazins heute-journal Claus Kleber und die Filmemacherin und Autorin Angela Andersen erhielten dafür den Deutschen Fernsehpreis für die beste Reportage. Die Erstausstrahlung erfolgte am 2. August 2009 im ZDF. Für die Dokumentation hat das ZDF mit der CineCentrum Deutsche Gesellschaft für Film- und Fernsehproduktion mbH, eine Tochtergesellschaft des NDR, in Hamburg einen Vertrag über alle drei Teile in Höhe von 1.192.765 Euro plus einiger Extras abgeschlossen. Das Design und die 2D/3D-Animation im Studio in Form eines War-Rooms entstand durch die MEDIATURNS GmbH in Hamburg.
Als wissenschaftlicher Berater fungierte Oliver Thränert von der Stiftung Wissenschaft und Politik (SWP) mit Sitz in Berlin.

## Inhalt
- Teil 1: Rückkehr der atomaren Bedrohung
- Teil 2: Atomwaffen außer Kontrolle
- Teil 3: Wege aus dem Wahnsinn.

Inhaltlich wird die Gefahr der zunehmenden nicht kalkulierbaren Gefahren des Einsatzes von Staaten beleuchtet, die versuchen eigene Atomwaffen zu entwickeln. Zudem wird auf die fehlende Reduzierung des Atomwaffenarsenals der etablierten Atommächte hingewiesen und den Vorschlag des US-Präsidenten Barack Obama zu einer neuen Abrüstungsinitiative.
Die Dokumentation beleuchtet auch die unmittelbaren Krisenregionen im Nahen Osten zwischen den arabischen Staaten und Israel, zwischen Pakistan und Indien, zwischen den asiatischen Staaten China, Russland, Nordkorea, Südkorea, Taiwan und Japan, der undurchsichtigen Entwicklung in Brasilien und der Abkehr Libyens von ihrem Atomprogramm.
Das Team hat über zwei Jahre weltweit an den Inhalten recherchiert. Zu den außergewöhnlichen Drehorten gehörte die US-amerikanische Malmstrom Air Force Base im Cascade County im US-Bundesstaat Montana sowie der russische Militärflugplatz Engels-2.

## Gesprächspartner in der Dokumentation (Auswahl)
Ägypten: Mohammed el-Baradei, ägyptischer Diplomat, Friedensnobelpreisträger und Generaldirektor der Internationalen Atomenergie-Organisation (IAEO)
Brasilien: Joáo da Silva Gonçalves, Technischer Leiter der Indústrias Nucleares do Brasil S.A. (INB) in Resende in Brasilien und Mario Ferreira Botelho, ehemaliger U-Boot-Kommandant und Leiter für Urananreicherung in Brasilien.
Deutschland: Helmut Schmidt, Politiker (SPD) und ehemaliger Bundeskanzler der Bundesrepublik Deutschland 1974 bis 1982.
Iran: Ajatollah Ebrahim Kalantari, Geistlicher Führer an der Universität Teheran im Iran.
Israel: Dani Jatom, israelischer Generalmajor der Reserve, ehemaliges Mitglied der Spezialeinheit Sayeret Matkal und 1996 bis 1998 Chef des Nachrichtendienstes Mossad.
Japan: Sakue Shimohira, Japanerin und Überlebende des US-Atombombenabwurfs auf Nagasaki am 9. August 1945 und Yuka Kimura, eine japanische Schülerin.
Libyen: Saif al-Islam al-Gaddafi, zweitältester Sohn des libyschen Revolutionsführers Muammar al-Gaddafi.
Pakistan: Samar Mubarakmand, pakistanischer Physiker und bedeutendster Atomwissenschaftler, der mit Chagai-I im Mai 1998 an dem ersten Atomtests Pakistan mitwirkte; Hamid Gul, pensionierter pakistanischer Armeegeneral und ehemaliger Leiter des militärischen Nachrichtendienstes Inter-Services Intelligence; Hendrina Khan, Ehefrau von Abdul Kadir Khan, Atomwissenschaftlers und „Vater des pakistanischen Atomwaffenprogramms“ sowie Umm-e-Ahsan, Direktorin der Madrasa Jamia Hafsa.
Russland: Sergei Wladilenowitsch Kirijenko, ehemaliger russischer Ministerpräsident und seit 2005 Leiter der Föderalen Agentur für Atomenergie Russlands (RosAtom); Generalleutnant Witlij Linnik, stellvertretender Kommandeur der Strategischen Raketentruppen (RWSN); Dmitrij Kostjunin, stellvertretender Kommandant des russischen Militärflugplatz Engels-2 in der Oblast Saratow und mit einem Piloten der russischen Atombomberflotte.
USA: Henry Kissinger, US-amerikanischer Politikwissenschaftler und Politiker, Nationaler Sicherheitsberater, Außenminister und Friedensnobelpreisträger; David Alan Lausman, US-amerikanischer Kapitän zur See und Kommandant des Flugzeugträger George Washington; Anthony Calandra, US-amerikanischer Fregattenkapitän und Operationsoffizier auf dem Flugzeugträger George Washington; Keith Duval, Lieutenant der Port Authority of New York and New Jersey Police Department (PAPD) in New York; Richard A. Falkenrath, stellvertretender Leiter der Terrorabwehrabteilung des New York City Police Departments (NYPD); David Kao, Detektive der Terrorabwehrabteilung des NYPD, Oberst Michael Fortney, Kommandant der Malmstrom Air Force Base in Montana und Oberstleutnant David Stone, ebenfalls Malmstrom AFB.
Daneben gibt es kurze Fragen an den russischen Ministerpräsidenten Wladimir Putin und Bundesaußenminister Frank-Walter Steinmeier.

## Auszeichnung
- 2009 erhielt Claus Kleber und Angela Andersen den Deutschen Fernsehpreis für die beste Reportage.[2]
- 2010 erhielt der Film den Fernsehpreis 2010 der RIAS Berlin Kommission.